# Detlev von Liliencron

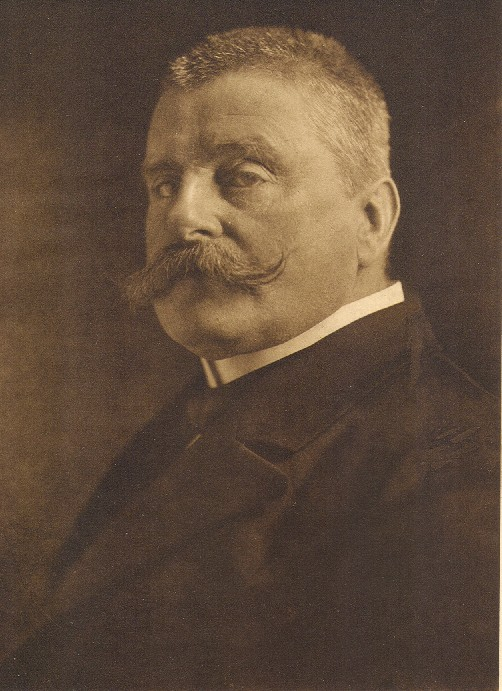
Detlev von Liliencron 1905

Detlev von Liliencron, officieel Friedrich Adolf Axel Freiherr von Liliencron (Kiel, 3 juni 1844 – Rahlstedt, 22 juli 1909), was een Duits schrijver en dichter.

## Leven en werk
Von Liliencron werd geboren als zoon van een Pruisische douanier uit een verarmde adelsfamilie en de dochter van een Amerikaanse generaal. Na een korte militaire carrière (hij nam onder andere deel aan de Frans-Duitse Oorlog in 1870-1871), geraakte hij in de gokschulden en emigreerde in 1875 naar de Verenigde Staten. In 1877 keerde hij weer naar Duitsland terug en werd er, na enige jaren lagere overheidsfuncties te hebben bekleed, o.a.  in 1882 op Pellworm, onafhankelijk schrijver.
In 1883 verscheen Von Liliencrons eerste dichtbundel Adjutantenritte und andere Gedichte, gevolgd door Eine Sommerschlacht (1887), Unter flatternden Fahnen (1888) en Der Heidegänger (1893). Als dichter gold hij aanvankelijk als een realist en representant van het opkomende naturalisme. Later ging hij geleidelijk over naar het impressionisme. In zijn tijd werd hij wel gezien als de belangrijkste Duitse dichter van zijn generatie en werd hij vooral bewonderd vanwege zijn eenvoudige levensvreugde, sterke zinnelijkheid en bijzonder scherpe opmerkingsgave. Wat hem echter van de naturalisten en impressionisten van zijn tijd onderscheidt is zijn jonkheerachtige, Pruisische gezindheid en naïeve geestdrift voor de oorlog, die vooral in zijn Kriegsnovellen (1885) tot uitdrukking komen.
Von Liliencron wordt vooral geprezen om zijn kleinere werk, gedichten en prozaschetsen. In zijn toneelwerk en het epos in verzen Poggfred (1896) probeert hij zich aan te passen aan het toen in zwang zijnde formalisme. Het hoogtepunt van zijn roem bereikt Von Liliencron pas rond 1900 met de publicatie van zijn novellenbundels Könige und Bauern (1900) en Roggen und Weizen (1900) en de poëziebundels Nebel und Sonne (1900) en Bunte Beute (1903). In 1908 verschijnt zijn autobiografische roman Leben und Lüge.
Von Liliencron was nauw bevriend met Richard Dehmel, die sterk door hem werd beïnvloed en zich sterk beijverde voor de promotie van zijn werken. In zijn laatste levensjaar reisde Von Liliencron nog naar de slagvelden van de Frans-Duitse Oorlog. Hij stierf in 1909 op 65-jarige leeftijd aan longontsteking.

## Bibliografie

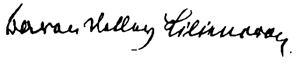
Handtekening

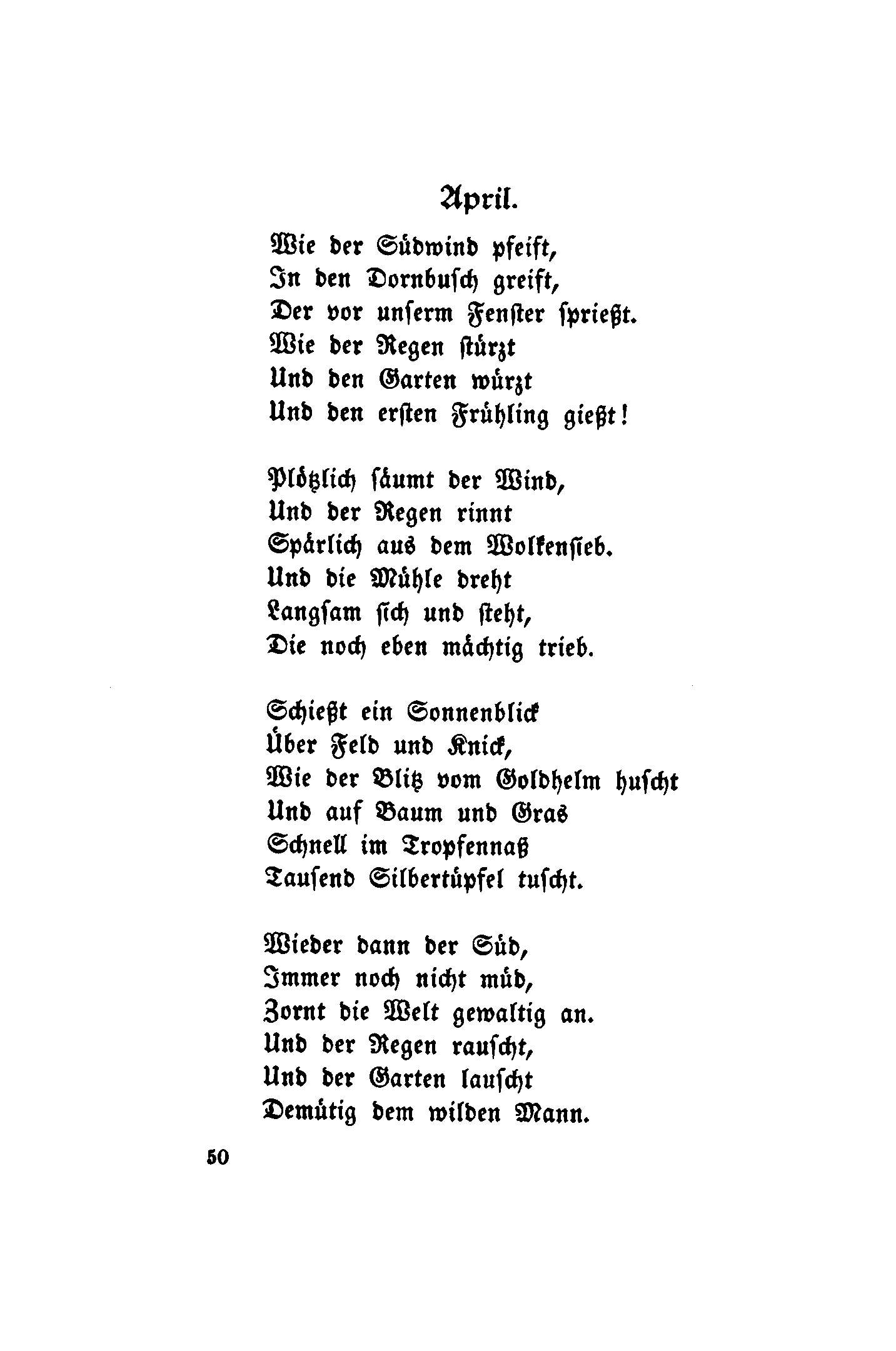

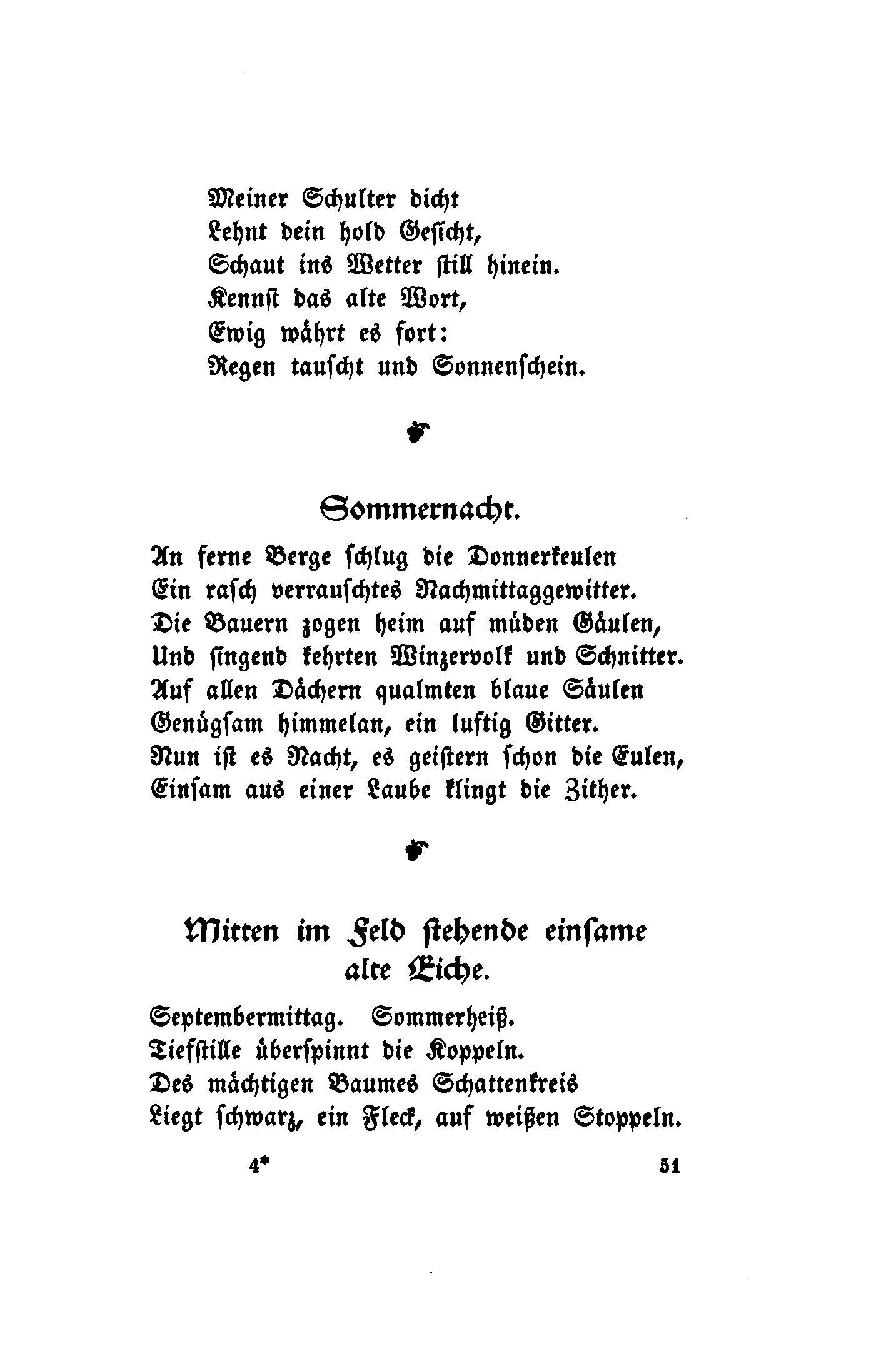
Enkele gedichten